# Portal (Internet)
Un portal en informàtica és un lloc web molt desenvolupat i ampliat, que ofereix un conjunt de recursos,cercadors, grups de discussió, xats, comerç electrònic o notícies. És en sentit metafòric el lloc pel qual l'usuari entra el web, i on es pot orientar cap a continguts més especialitzats o altres llocs webs. Sovint hi ha confusió amb la seu electrònica, que és l'adreça on es pot accedir al portal.
Se som distingir entre portals genèrics (en anglès Horizontal Enterprise Portal - HEP) o megaportals que intenten mostrar de manera estructurada tot el que podria trobar-se en la xarxa i portals especialitzats (en anglès Vertical Portal - VEP) que es centren en un aspecte dins d'un àmbit geogràfic o d'una temàtica particular, com ara finances, salut, actualitat…. A més, hi ha portals privats o corporatius, que només son accessibles als membres d'una organització o mitjançant pagament.
Els proveïdors d'Internet solen oferir un portal com a connexió a la web.